# Косињано
Косињано (итал. Cossignano) насеље је у Италији у округу Асколи Пичено, региону Марке.
Према процени из 2011. у насељу је живело 396 становника. Насеље се налази на надморској висини од 359 м.

## Становништво
| 1936. | 1951. | 1961. | 1971. | 1981. | 1991. | 2001. | 2011. |
| ----- | ----- | ----- | ----- | ----- | ----- | ----- | ----- |
| 2.070 | 2.127 | 1.743 | 1.262 | 1.113 | 1.043 | 1.036 | 1.015 |

## Партнерски градови
- Черталдо